# Сонні Бой
Сонні Бой (англ. Sonny Boy) — американський трилер 1989 року.

## Сюжет
Кримінальний бос маленького містечка знаходить дитину на задньому сидінні вкраденого автомобіля. Він і його «дружина»-трансвестит відрізають хлопчикові язик і ростять його як німого спільника своїх злочинів. Подорослішавши, «синок» втікає і намагається встановити контакт із зовнішнім світом, що залучає цю дивну сім'ю у вир трагікомічного хаосу.

## У ролях
- Девід Керрадайн — Перл
- Пол Л. Сміт — Слуі
- Бред Дуріф — Вейзі
- Конрад Дженіс — Док Бендер
- Сідні Лессік — Чарлі П
- Савіна Гершак — Сенді
- Александра Пауерс — Роза
- Майкл Бостон — Сонні Бой
- Стів Карлайл — шериф
- Стів Інграссія — заступник
- Стефен Лі Девіс — Барт
- Роберт Бройлес — мер
- Джефф Бергкуіст — Отець Оуен
- Далін Янг — Док Воллес
- Крістофер Бредлі — чоловік
- Саманта Філліпс — дружина
- Іван Наранхо — Сем